# لولا
لولا (بالإنجليزية: Lula, Georgia)‏ هي مدينة تقع في مقاطعة هال، جورجيا, مقاطعة بانكس، جورجيا بولاية جورجيا في الولايات المتحدة. تبلغ مساحة هذه المدينة 11.2 (كم²)، وترتفع عن سطح البحر 396 م، بلغ عدد سكانها 2758 نسمة في عام 2010 حسب إحصاء مكتب تعداد الولايات المتحدة.

## أعلام
- تومي إيرفين

## وصلات خارجية
- Cities & Counties - Georgia.gov